# NIRATIAS
NIRATIAS è il nono album in studio del gruppo musicale statunitense Chevelle, pubblicato nel 2021.
Il titolo dell'album è l'acronimo di Nothing Is Real and This Is a Simulation.

## Tracce
1. Verruckt (instrumental) – 3:31
2. So Long, Mother Earth – 4:52
3. Mars Simula – 4:11
4. Sleep the Deep (instrumental) – 1:06
5. Self Destructor – 5:47
6. Piistol Star (Gravity Heals) – 4:49
7. VVurmhole (instrumental) – 0:19
8. Peach – 4:16
9. Test Test…Enough – 2:08
10. Endlessly – 5:14
11. Remember When – 4:29
12. Ghost and Razor – 5:51
13. Lost in Digital Woods – 4:03

## Formazione
- Pete Loeffler – voce, chitarra, basso, piano
- Sam Loeffler – batteria